# Région de Lisbonne
La région de Lisbonne (en portugais : Região de Lisboa) est une région statistique portugaise, qui comprend au Nord une partie du district de Lisbonne et au Sud une partie du district de Setúbal. Les limites de la région sont : au Nord la région Centre, à l'Est et au Sud la région Alentejo et au Sud comme à l'Ouest l'océan Atlantique. Superficie : 2 962 km². Population (2011) : 2 821 876 (26,7 % du Portugal continental). 
Cette région fut créée en 2002, après qu'une partie la région de Lisbonne et de la vallée du Tage a été répartie entre la région Centre et la région Alentejo. Elle comprend deux sous-régions séparées entre elles par la mer de Paille :
- Grand Lisbonne (Grande Lisboa)
- Péninsule de Setúbal (Península de Setúbal)

La région de Lisbonne groupe 18 communes (5,8 % du total national).